# Eparchia di Jugorsk

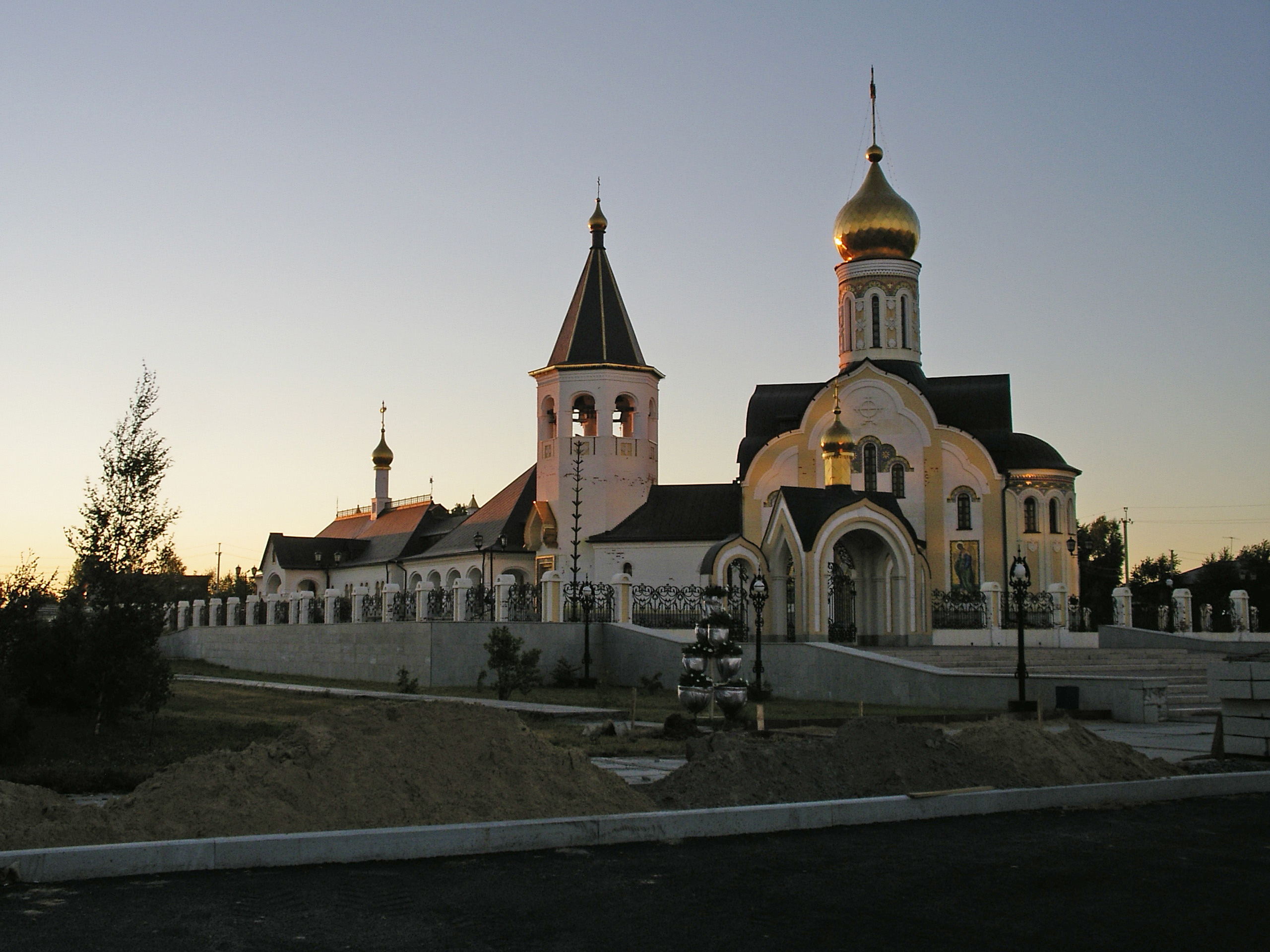
La cattedrale di Sergio di Radonež di Jugorsk.

L'eparchia di Jugorsk (in russo Югорская епархия?) è una diocesi della Chiesa ortodossa russa, appartenente alla metropolia di Chanty-Mansijsk.

## Territorio
L'eparchia comprende le città di Jugorsk, Njagan' e Uraj e i rajon Belojarskij, Berëzovskij, Kondinskij, Oktjabr'skij e Sovetskij nel circondario autonomo degli Chanty-Mansi-Jugra nel Circondario federale degli Urali.
Sede eparchiale è la città di Jugorsk, dove si trova la cattedrale di Sergio di Radonež.
L'eparca ha il titolo ufficiale di «eparca di Jugorsk e Njagan'».

## Storia
L'eparchia è stata eretta dal Santo Sinodo della Chiesa ortodossa russa il 25 dicembre 2014, ricavandone il territorio dall'eparchia di Chanty-Mansijsk.